# Holger Schmidt (Journalist, 1971)
Holger Schmidt (* 1971 in Baden-Baden) ist ein deutscher Hörfunkjournalist und Publizist. Zudem ist er für die ARD als Terrorismusexperte tätig.

## Leben
Nach dem Abitur in Darmstadt studierte Schmidt Rechtswissenschaften an der Johannes Gutenberg-Universität Mainz und an der Universität Potsdam.
Schmidt war ab 1998 für SWR3 und andere Hörfunkprogramme des Südwestrundfunks als Redakteur und Reporter tätig. Er war regelmäßiger Autor des SWR3 Topthemas. Seit 2007 arbeitet er in der Redaktion Reporter und Recherche des SWR und hat die Aufgabe des ARD-Experten für Terrorismus und Innere Sicherheit. Er hat als Autor mehrere Radio-Features produziert, jeweils unter der Regie von Walter Filz. Zudem berichtete er – unter anderem auf seinem Terrorismus-Blog – umfangreich von großen Terrorprozessen in Deutschland (Sauerland-Gruppe, Aleem Nasir, Globale Islamische Medienfront, Verena Becker, NSU-Prozess).
Bis 2007 war Schmidt auch Mitarbeiter in der ARD-Rechtsredaktion (Fernsehen) des SWR und Autor von Filmen für den ARD Ratgeber Recht.
Schmidt wirkt seit Ende Februar 2020 im True-Crime-Podcast Sprechen wir über Mord?! von SWR2 neben dem deutschen Rechtswissenschaftler, früheren Vorsitzenden Richter des 2. Strafsenats des Bundesgerichtshofs, Autor sowie Rechtsanwalt Thomas Fischer mit.

## Werke
- Verschlusssache Buback – eine Rekonstruktion. Feature, SWR, 2008.
- Junger Mann zum Mitbomben gesucht – Kofferbomben in deutschen Zügen. Feature, SWR, 2009.
- Geheimakte DDR: Was wusste der BND über den Mauerfall? Feature, SWR, 2009.
- Inside al-Qaida. Feature, SWR, 2011. (Reihe: ARD-Radio-Feature)
- Die RAF-Gespenster: Ehemalige Terroristen als Zeugen vor Gericht, SWR 2011.
- Rechter Terror: tödlich unterschätzt. Feature, SWR, 2012. (Reihe: ARD-Radio-Feature)
- Spitzel und Spione: Innenansichten aus dem Verfassungsschutz[3]. Fernsehdokumentation, WDR/SWR, 2014 (mit Egmont R. Koch).

Monografien
- Wie sicher sind wir? Terrorabwehr in Deutschland. Eine kritische Bilanz. Orell Füssli, Zürich 2017, ISBN 978-3-280-05653-0.